# دانتي ماجيو
دانتي ماجيو (بالإيطالية: Dante Maggio) (2 مارس 1909 - 3 مارس 1992) هو ممثل سينمائي ومسرحي إيطالي، ظهر في 115 فيلمًا بين عامي 1940 و 1975.
وُلد ماجيو في نابولي لعائلة فنية، وقد عاش مراهقة مضطربة دفعت والده إلى إرساله إلى معهد للقصر الذين يعانون من مشاكل، ظهر لأول مرة على المسرح بعمر 18 عامًا.  عمل مع شركات آنا فوجيز ورافاييل فيفياني قبل أن ينشئ شركته الخاصة.
دانتي شقيق الممثلين إنزو وروزاليا وبنيامينو وبوبيلا ماجيو.